# 古門戸町
古門戸町（こもんどまち）は、福岡県福岡市博多区の地名。現行の行政地名は　古門戸町（住居表示実施済）。面積は5.09ヘクタール。2023年3月末現在の人口は1,105人。郵便番号は812-0029。

## 地理
福岡市の都心とされる中央区天神の北東約0.8キロメートル、博多区の北東部に位置する。北東で奈良屋町（）と、南東で昭和通りを挟んで下川端町（）と、南西で須崎町（）と、北西で対馬小路（）と隣接している。近世以来の博多商人の町である。

### 都市計画
古門戸町を含む地区の都市計画における位置づけについては、2012年（平成24年）12月21日に策定された『第9次福岡市基本計画』の「都市空間構想図」において、「都心部」に含まれている。都心部のなかでも特に天神・渡辺通地区、博多駅周辺地区、ウォーターフロント地区（博多ふ頭及び中央ふ頭）の3地区が都心部の核とされており、古門戸町を含む地区はその3地区に囲まれている。「福岡市都市計画マスタープラン」において定められた方針については次のとおりである。交通ネットワークとして都市の骨格となる昭和通りの沿道は、商業、業務、サービス施設や中高層住宅などが連続した「都市軸」に位置付けられている。市街地のエリアとしては、住宅を中心に歴史、伝統、文化が息づき、都心機能を支援する業務施設、商業施設が共存する「複合市街地ゾーン」に位置付けられ、職住が調和した複合市街地づくりと良好な街並みの形成、歴史的景観を保全、創造するための歴史的街並みづくりなどがまちづくりの視点とされている。用途地域は町内の全域が商業地域に指定されている。

## 語源
地名の「古門戸」は、寺院や草庵が多く、それらの古い門があったことからという。

## 歴史

### 町域の変遷
現在の地名は、江戸時代から現在に至る町名であるが、1945年（昭和20年）の空襲で全町が焼失し、1966年（昭和41年）に一部が下川端町となり、同年妙楽寺新町、妙楽寺町並びに行町、上対馬小路、中対馬小路、下対馬小路、浜小路、倉所町、西方寺前町の各一部が編入された。

## 行事
博多において櫛田神社の奉納神事として毎年7月1日から15日にかけて行われる博多祇園山笠（）の運営における町の構成単位である流については、古門戸町の南西側は大黒流（）に、北東側は土居流（）に含まれる。

## 人口
古門戸町について、それぞれ人口の推移を福岡市の住民基本台帳（公称町別）に基づき示す（単位：人）。集計時点は各年9月末現在である。
- 2001年（平成13年）：633
- 2002年（平成14年）：618
- 2003年（平成15年）：665
- 2004年（平成16年）：708
- 2005年（平成17年）：698
- 2006年（平成18年）：715
- 2007年（平成19年）：726
- 2008年（平成20年）：735
- 2009年（平成21年）：797
- 2010年（平成22年）：813
- 2011年（平成23年）：840
- 2012年（平成24年）：893
- 2013年（平成25年）：906
- 2014年（平成26年）：920
- 2015年（平成27年）：951
- 2016年（平成28年）：962
- 2017年（平成29年）：988
- 2018年（平成30年）：982
- 2019年（令和元年）：984
- 2020年（令和2年）：1,031
- 2021年（令和3年）：1,089
- 2022年（令和4年）：1,094

## 主な施設

### 公共・公益施設
- 九州電力送配電古門戸変電所[注釈 5]

公共・公益施設の写真
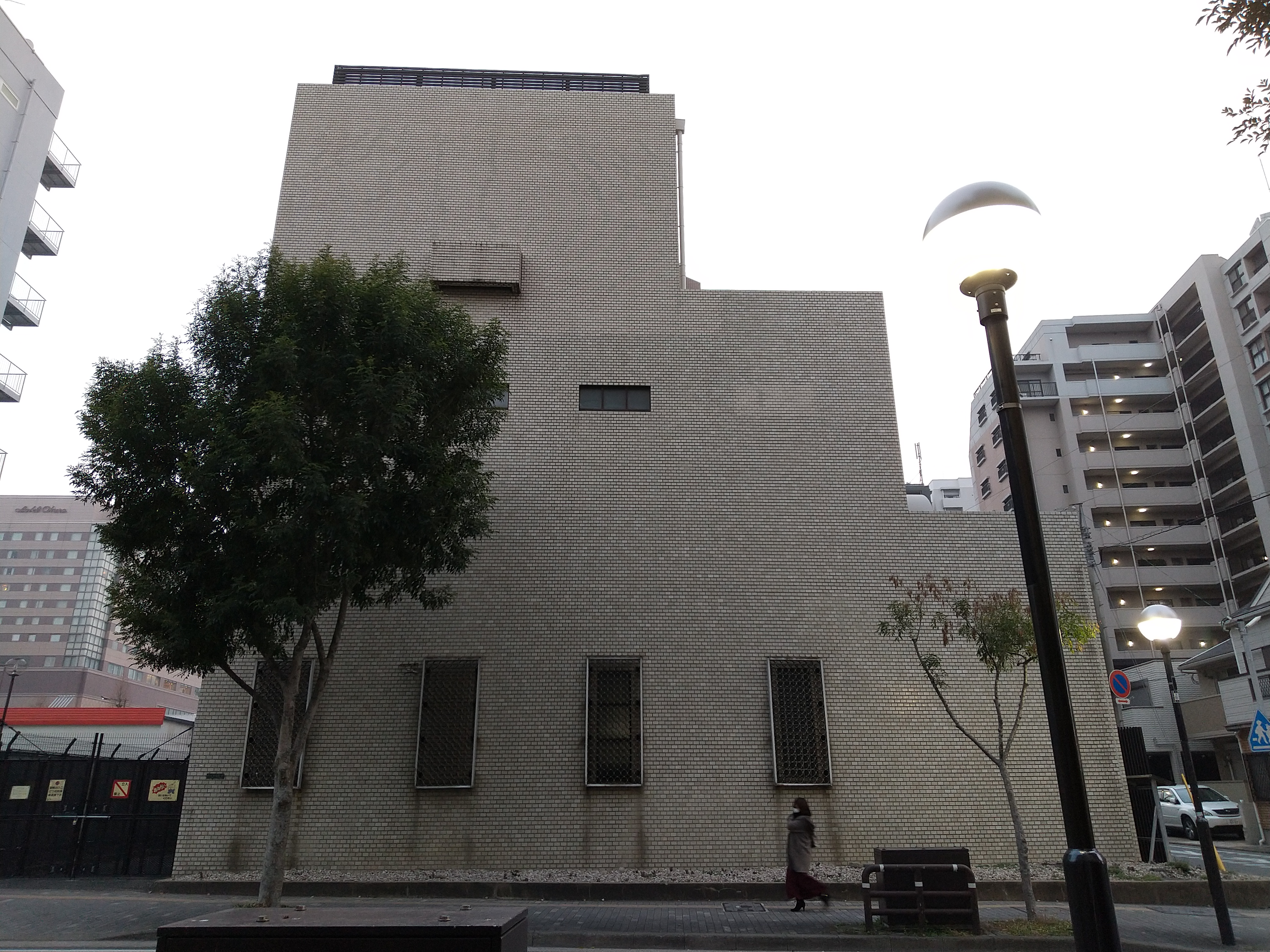
九州電力送配電古門戸変電所

### 教育施設
町内に公立の小・中学校は存在しないが、校区については、小学校区、中学校区についてそれぞれ次の学校の校区に属する。
- 小学校：博多小学校（奈良屋町1番38号）
- 中学校：博多中学校（対馬小路13番40号）

## 名所・旧跡
- 沖濱稲荷神社（）[注釈 6]
- 川上音二郎（）の生誕地[注釈 7]

名所・旧跡の写真
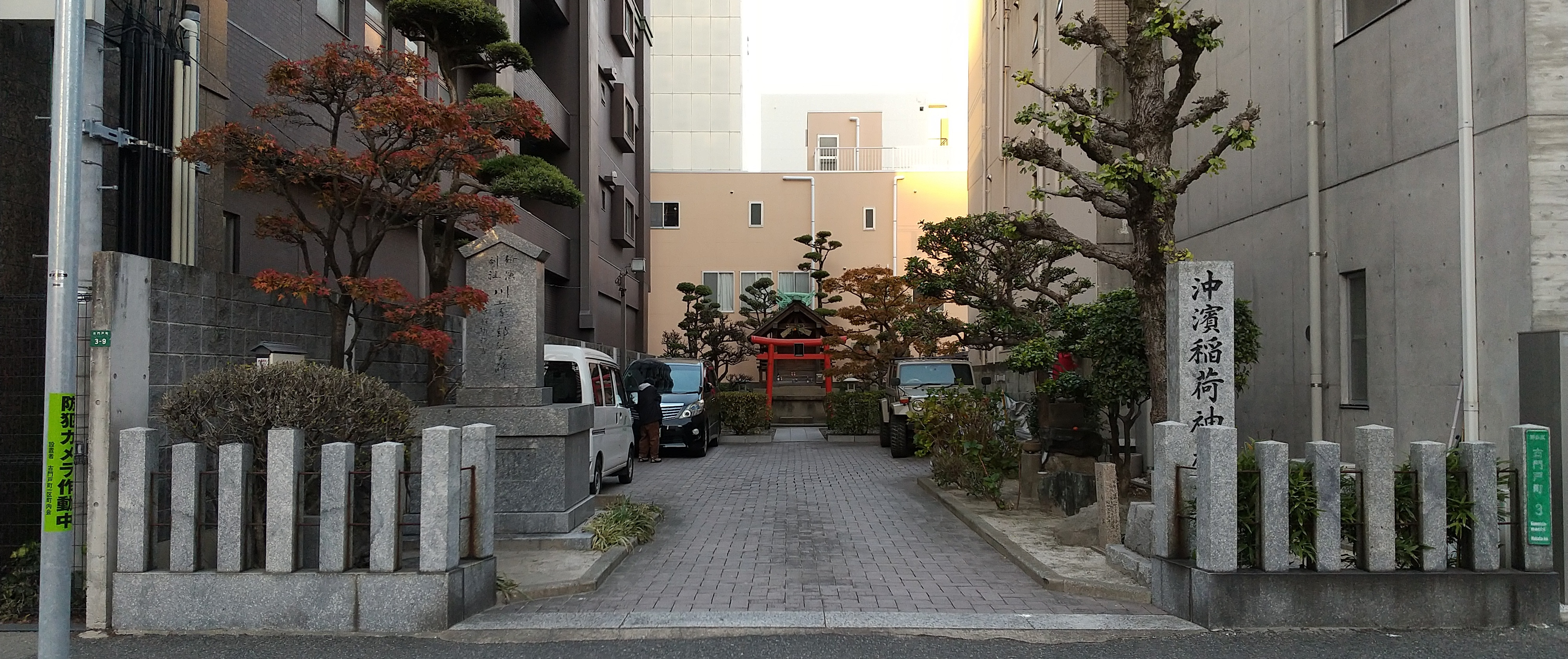
沖濱稲荷神社
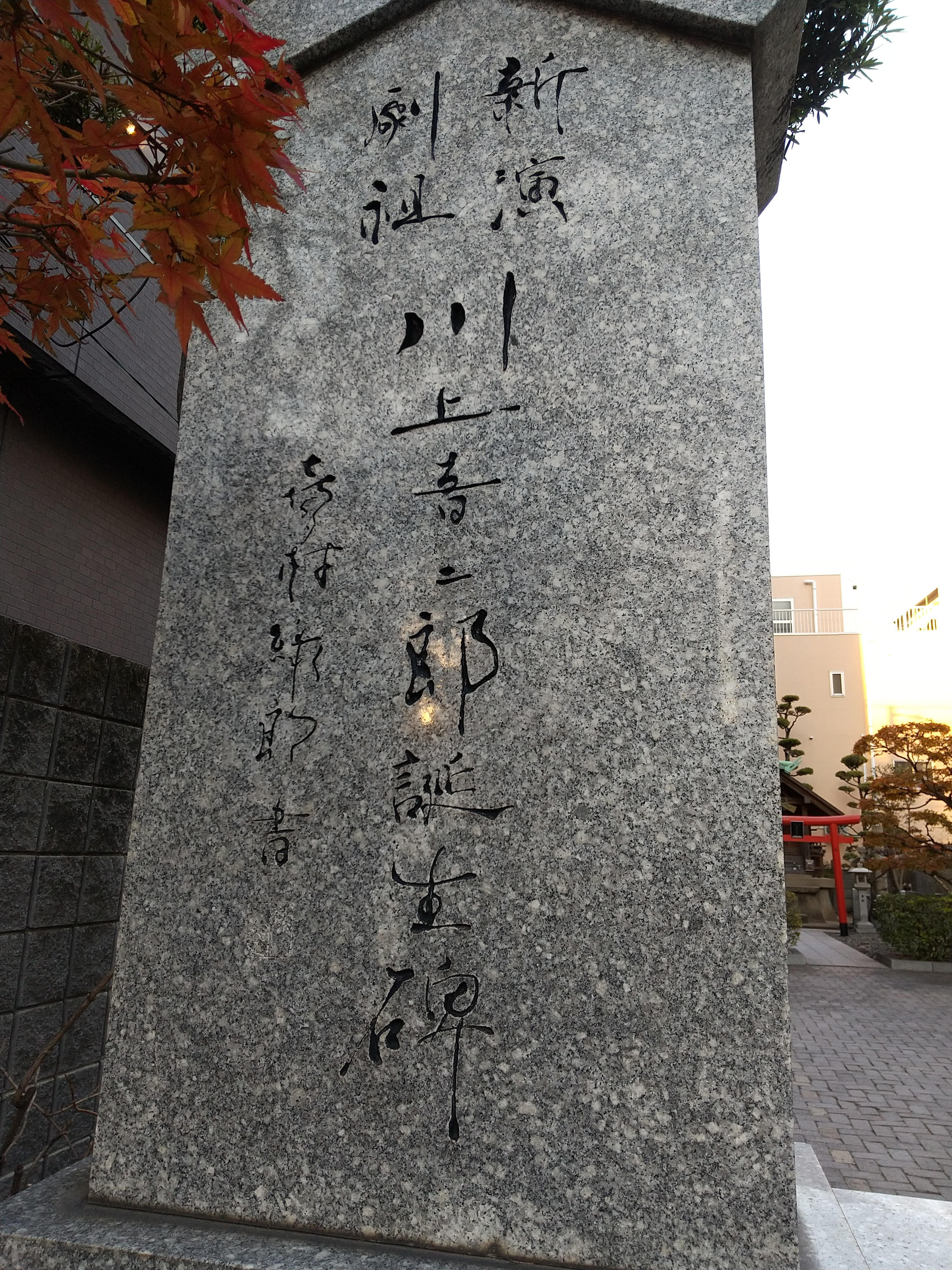
川上音二郎生誕地

## 交通

### 道路
主な幹線道路は次の通り。

#### 都市高速道路
都市高速道路としては福岡高速環状線が町域の北西側及び北東側に通っており、町外ではあるが、最寄りの出入り口としては次のものがある。
- 天神北出入口（所在地：中央区那の津二丁目、施設：料金所・ランプ・インターチェンジ、距離：道程で約1.5キロメートル）
- 呉服町出入口（所在地：呉服町、行先：香椎・天神方面、施設：料金所・ランプ、距離：道程で約0.8キロメートル）
- 千代出入口（所在地：千代、行先：太宰府IC・堤方面出入口、施設：料金所・ランプ、距離：道程で約1.3キロメートル）

#### 市道
福岡市が管理する市道の主要なものは次のとおり。
- 博多姪浜線（福岡市道路愛称：「昭和通り」）

市道の写真
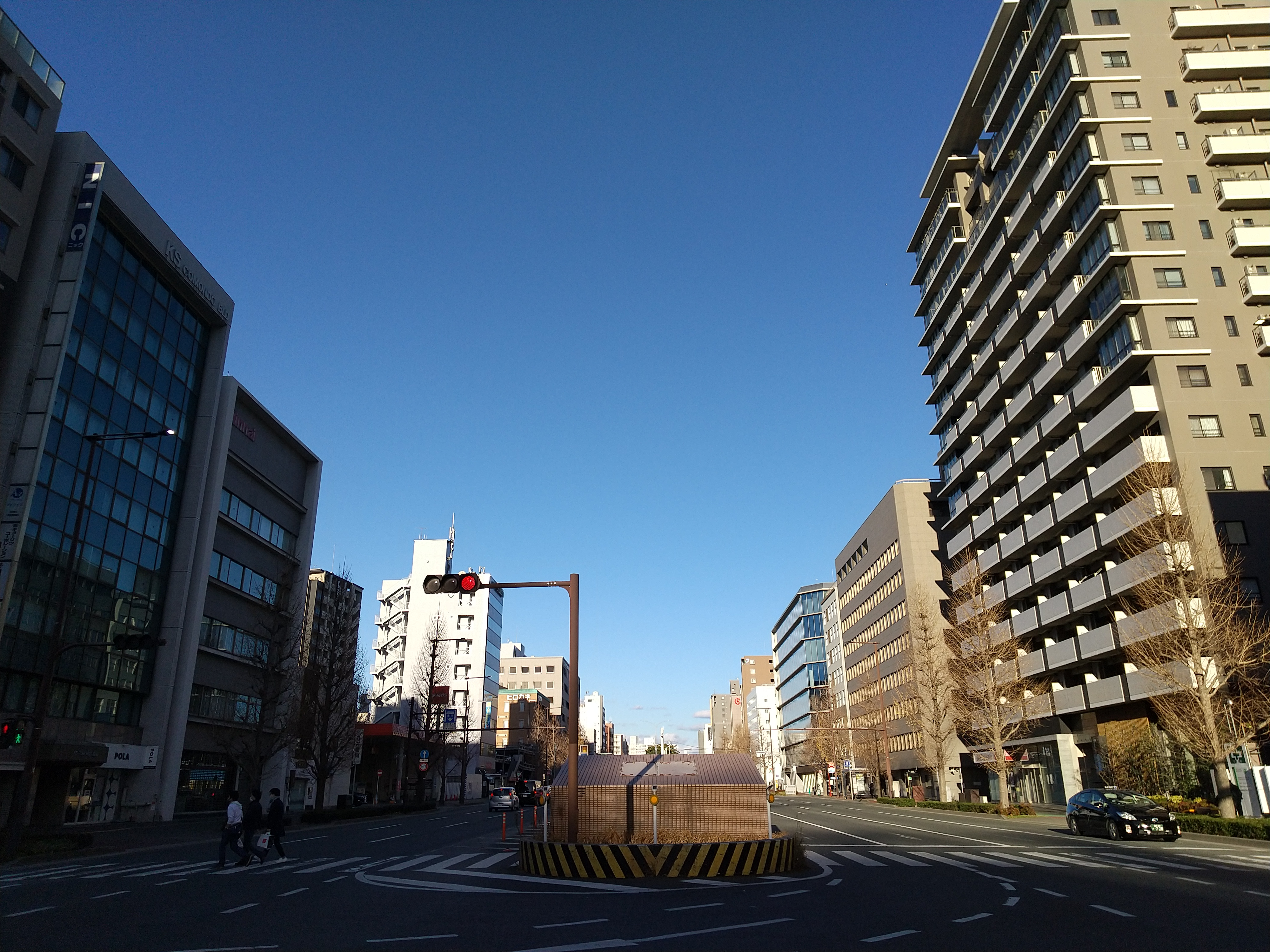
昭和通り、大黒通りとの交差点より北東側

#### 幹線道路以外の市道
町内の市道には、歴史的な由来や地域の特性などに基づいた愛称付きの区画道路がある。
- 横町筋（）[注釈 8]
- 大黒通り（）[注釈 9]
- 土居通り（）[注釈 10]
- すこやか通り[注釈 11]

### 鉄道
町内に鉄道は通っていないが、最寄りの鉄道駅は福岡市交通局が運営する福岡市地下鉄空港線の次の駅で、近くにあり利便性が高い。
- 中洲川端駅（距離は道程で約0.2から0.7キロメートル）

### バス
バスについては、西日本鉄道株式会社が運営する西鉄バスが運行しており、次の停留所がある。
- 昭和通り沿い：博多五町